# Храптович Олександр Петрович
Олександр Петрович Храптович (нар. 3 травня 1947, селище Оленівські Кар'єри, тепер місто Докучаєвськ Донецької області) — український радянський діяч, машиніст екскаватора Докучаєвського флюсодоломітного комбінату Донецької області. Депутат Верховної Ради УРСР 11-го скликання.

## Біографія
Освіта середня спеціальна.
З 1966 року — лаборант Докучаєвського гірничого технікуму, помічник машиніста, машиніст екскаватора Докучаєвського флюсодоломітного комбінату Донецької області.
Член КПРС з 1969 року.
Потім — на пенсії в місті Докучаєвську Донецької області.